# Université technique de Lisbonne
 (juin 2021).
Si vous disposez d'ouvrages ou d'articles de référence ou si vous connaissez des sites web de qualité traitant du thème abordé ici, merci de compléter l'article en donnant les références utiles à sa vérifiabilité et en les liant à la section « Notes et références ».
L'université technique de Lisbonne (en portugais : Universidade Técnica de Lisboa ou UTL) était une université publique portugaise située à Lisbonne. En 2013, il a fusionné avec l'université de Lisbonne (UL), donnant lieu à nouvelle université de Lisbonne (ULisboa).
L'université technique de Lisbonne était composé des écoles suivantes : 
- Faculté de médecine vétérinaire
- Institut supérieur d'agronomie
- Institut supérieur d'économie et de gestion
- Institute supérieur technique
- Institut supérieur des sciences sociales et politiques
- Faculté d'architecture
- Faculté du mouvement humain

## L'université
L'université technique de Lisbonne a été créée en 1930, à partir de la réunion de plusieurs écoles supérieures existant: l'École de médecine vétérinaire (courant Faculté de médecine vétérinaire), l'Institut supérieur d'agronomie, l'Institut supérieur de sciences économiques et financières (courant Institut supérieur d'économie et de gestion) et l'Institut supérieur technique. Ultérieurement furent associés trois nouveaux établissements d'enseignement supérieur : l'Institut supérieur des études d'outre-mer (courant Institut supérieur des sciences sociales et politiques) en 1961, l'Institut supérieur de l'éducation physique (courant Faculté du mouvement humain) en 1976 et la Faculté d'architecture en 1979. 
Dans les différents instituts et écoles de l'UTL, ont été inscrits, en 2008, plus de 22 620 étudiants de licences et 2 100 de Masters, pour un budget global annuel d'170 millions d'euros par année. En outre, l'UTL comprend 50 filières de formation de licences, 88 Masters, 49 domaines de doctorat, 42 formations post-doctorales, et 2 cours d'expertise.
En 2013, l'université technique de Lisbonne et l'université de Lisbonne (UL) ont fusionné, donnant lieu à la nouvelle université de Lisbonne (ULisboa).

## Relations internationales
L'université participé aux échanges Erasmus et est membre de l'association TIME (Top Industrial Managers for Europe) pour les échanges de professeurs, d'étudiants et de doubles diplômes européens.

## Palais Centeno
Le rectorat de l'UTL a été installé depuis le 21 juillet 1983 dans le palais « Açafatas ». 
Ce palais, dont la construction date probablement la fin de XVIIe siècle ou du début du XVIIIe siècle, a été construit par la reine régente Catherine de Bragance, à son retour au Portugal, après la mort (1685) de son mari Charles II d'Angleterre. Le palais Açafatas se trouve près de la résidence de la reine, le palais de Bemposta. Il y a encore des vestiges de tunnel entre les deux sites. 
Au fil des ans, le palais a subi quelques modifications, les plus importantes ont été faites à la fin du XIXe siècle, après son acquisition par la famille Centeno, qui lui a laissé le nom sous lequel il est connu aujourd'hui, Palace Centeno. 
Son intérieur est riche en toiles du XVIIIe siècle, considérées comme des exemples d'un grand intérêt dans l'histoire du Portugal, et les plafonds des chambres sont décorés de belles peintures d'une grande délicatesse, cachet du XIXe siècle, sensiblement affectés à Bigaglia.

## Palais Burnay
Ce palais été utilisé pour certains cours de master, et pour des cours de formation pour les enseignants, les réunions du Sénat de l'UTL et le Collège des études y sont intégrées. Le service d'action sociale y a son siège.

## Anciens étudiants
- Umaro Sissoco Embaló, homme politique Bissao-Guinéenne